# Gabarito estrutural

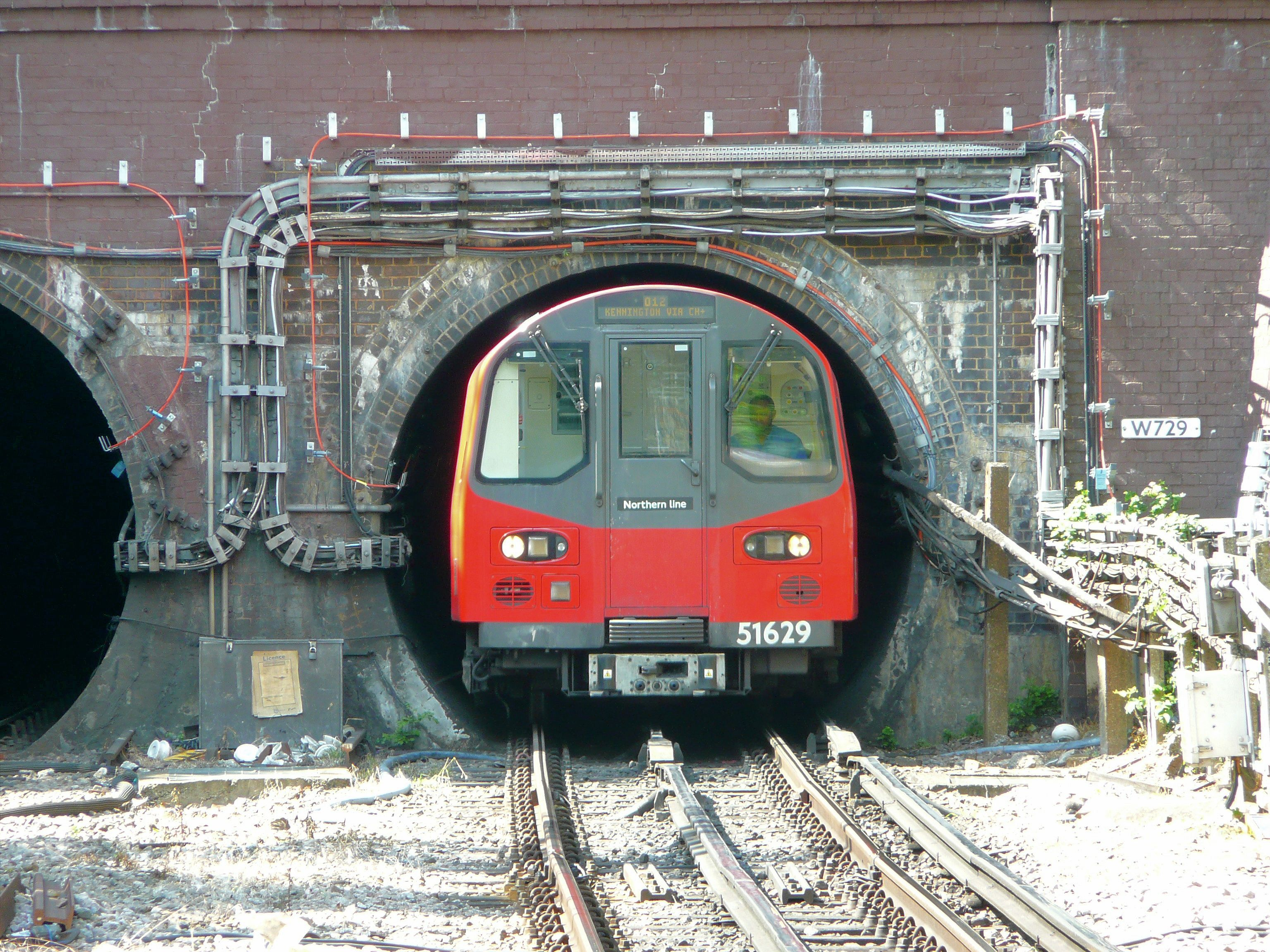
O estreito gabarito estrutural do Metropolitano de Londres.

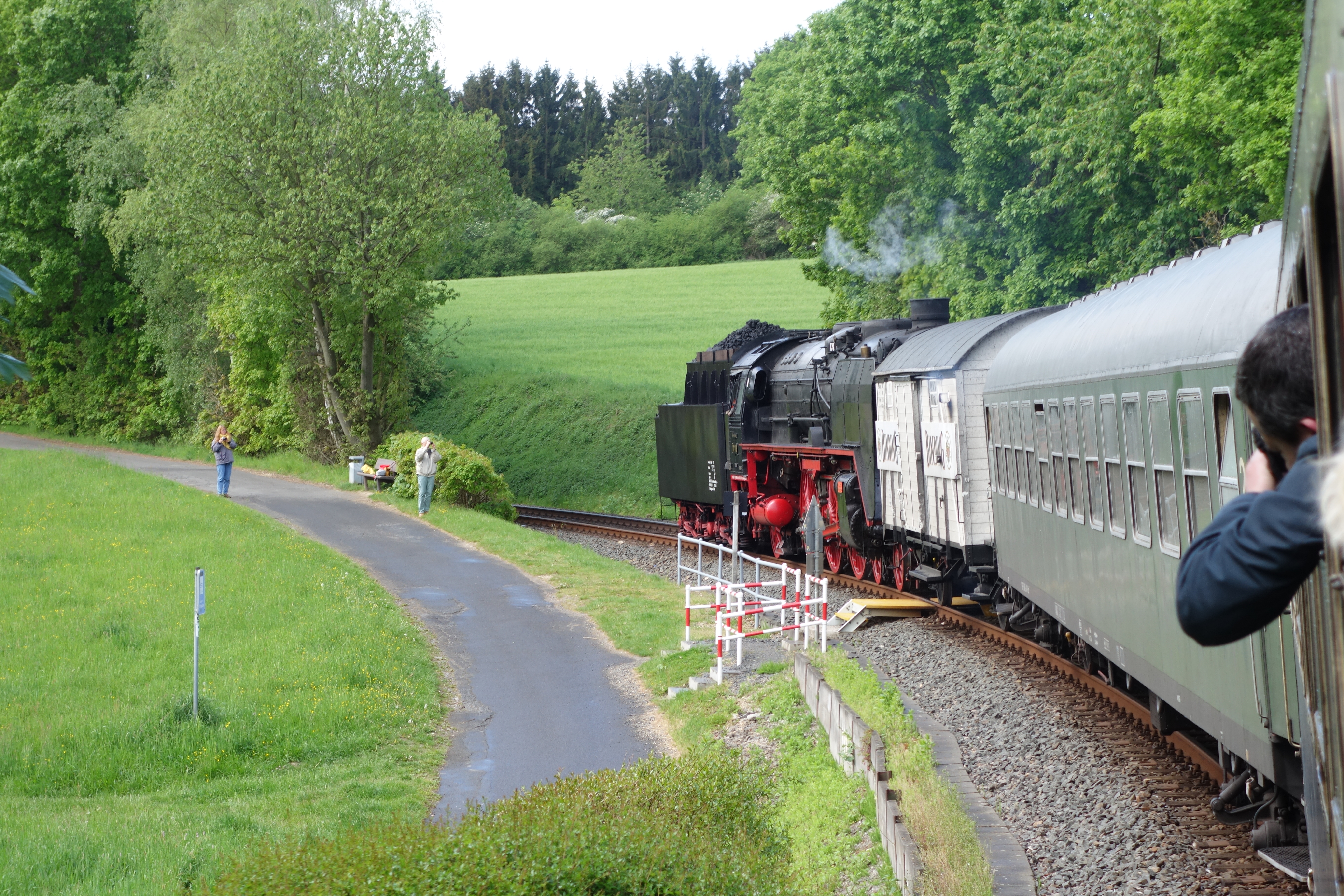
Em curvas estreitas, vagões longos como este vagão de trem expresso de 26,4 metros de comprimento se projetam mais na bitola do que em uma linha reta. (curva de 180° perto de Königstein im Taunus)

Gabarito estrutural é o contorno transversal interno máximo suportado por uma estrutura que se destina à circulação de veículos em seu interior.
Em arquitetura, marcação realizada com fios nos limites da construção antes do início da obra. O encontro de dois fios ou mais marca o lugar dos pilares. Medida da dimensão vertical de um edifício desde a cota de soleira até ao ponto mais alto do edifício, cércea.

No sistema ferroviário, tal termo refere-se às dimensões internas mínimas para as quais pontes e túneis têm de ser especificadas. Isso evita que tais estruturas representem obstáculos intransponíveis para a composição férrea no futuro.
A quantidade de espaço livre entre o gabarito estrutural e o contorno transversal do vagão depende da velocidade do veículo, devido ao balanço comum do trem em funcionamento. Caso haja pouco espaço livre, o trem seria obrigado a viajar em baixa velocidade no trecho onde o gabarito estrutural teve que ser diminuído.